# Житловий чек
Житлови́й чек — вид приватизаційних паперів, призначений для приватизації державного житлового фонду та іншого державного майна. В Україні запроваджений 1997.
Порядок випуску та обігу Ж. ч. визначено Законом України «Про приватизацію державного житлового фонду» (1992), постановою КМ України «Про індексацію номінальної вартості житлових чеків» від 27.IV 1994, постановою ВР України «Про затвердження коефіцієнта конверсії приватизаційних майнових сертифікатів і житлових чеків» від 31.1 1996.